# Пустельник (Мінський повіт)
Пустельник (пол. Pustelnik) — село в Польщі, у гміні Станіславув Мінського повіту Мазовецького воєводства.
Населення — 520 осіб (2011).
У 1975-1998 роках село належало до Седлецького воєводства.

## Демографія
Демографічна структура станом на 31 березня 2011 року:
|          | Загалом | Допрацездатний вік | Працездатний вік | Постпрацездатний вік |
| -------- | ------- | ------------------ | ---------------- | -------------------- |
| Чоловіки | 264     | 78                 | 163              | 23                   |
| Жінки    | 256     | 74                 | 150              | 32                   |
| Разом    | 520     | 152                | 313              | 55                   |